# Bezzia twinni
Bezzia twinni är en tvåvingeart som beskrevs av Wirth 1983. Bezzia twinni ingår i släktet Bezzia och familjen svidknott. Inga underarter finns listade i Catalogue of Life.